# Batalla de Epatlán
La Batalla de Epatlán fue un suceso militar acaecido el 28 de mayo de 1876, en la localidad homónima (Epatlán), del estado de Puebla. Sucedió durante el marco de la Revolución de Tuxtepec. Las fuerzas leales al Presidente de México, Sebastián Lerdo de Tejada tenían en su poder la plaza militar de Epatlán. sin embargo, refuerzos del general Luis Mier y Terán, quien era uno de los principales jefes rebeldes. Uno de los comandantes de la plaza, José María Coutoulenc, proclamó a Porfirio Díaz como presidente, y comenzó el ataque a la ciudad. Sin embargo, las fuerzas lerdistas lograron sofocar el levantamiento y el general Mier y Terán fue capturado.
- Datos: Q2891327